# 陈祚 (游泳运动员)
陈祚（1982年1月19日—），北京人，中国男子游泳运动员，前中国国家游泳队队长。

## 簡歷
2004雅典奥运会中国体育代表团成员。主攻短距离自由泳。
2008北京奥运会中国体育代表团成员。主攻短距离自由泳。
2012年，陈祚代表中国出戰英國倫敦舉行的奥林匹克运动会游泳比賽男子200米自由泳賽事。

## 运动经历
- 1987年 北京市东城体校 教练童全礼
- 1995年 北京游泳队 教练孙春莅
- 1996年 国家游泳队 教练幺正杰、常谊春

## 主要成绩
- 1998年 全国短池游泳锦标赛 1500米自由泳 第一名
- 2000年 全国游泳冠军赛暨奥运会达标赛 200米自由泳 第二名
- 2001年 全国运动会 100米自由泳 第一名
- 2002年 亚洲运动会 100米自由泳 第一名
- 2003年 全国游泳冠军赛男子50米、100米、200米自由泳、4X200米自由泳接力赛 第一名
- 2004年 全国游泳冠军赛暨奥运选拔赛 100米自由泳 第一名
- 2005年 全国游泳冠军赛暨十运会游泳预赛 100米自由泳 第一名
- 2006年 亚洲运动会 4×200米自由泳接力 第二名（7:15.13）
- 2006年 亚洲运动会 4×100米自由泳接力 第二名（3:19.26）
- 2006年 亚洲运动会 100米自由泳 第一名（49.06）
- 2006年 亚洲运动会 4×100米混合泳接力 第二名（3:40.27）

## 主要记录
- 亚洲纪录 49.06 2006年亚洲运动会 100米自由泳
- 亚洲纪录 48.73 2009年全国游泳冠军赛暨全运会预选赛 100米自由泳[2]